# Natação nos Jogos Olímpicos de Verão da Juventude de 2018 - 400 m livre masculino
Estes foram os resultados da prova masculina de 400 m livre de natação nos Jogos Olímpicos de Verão da Juventude de 2018.

## Resultados

### Eliminatórias
A fase de eliminatórias consistiu de quatro mangas, com os oito mais rápidos no cômputo geral de todas apurados para a final. Teve lugar a 7 de Outubro de 2018 no complexo de natação do Parque Polideportivo Roca.
| Pos. | Manga | Pista | Nome                   | Nacionalidade      | Tempo   | Notas |
| ---- | ----- | ----- | ---------------------- | ------------------ | ------- | ----- |
| 1    | 4     | 4     | Keisuke Yoshida        | JPN Japão          | 3:51.68 | Q     |
| 2    | 4     | 5     | Ákos Kalmár            | HUN Hungria        | 3:51.73 | Q     |
| 3    | 3     | 4     | Kristóf Milák          | HUN Hungria        | 3:51.99 | Q     |
| 4    | 4     | 2     | Denis Loktev           | ISR Israel         | 3:52.04 | Q     |
| 5    | 2     | 8     | Ahmed Ayoub Hafnaoui   | TUN Tunísia        | 3:52.06 | Q     |
| 6    | 4     | 6     | Marco De Tullio        | ITA Itália         | 3:52.31 | Q     |
| 7    | 3     | 5     | Nguyễn Huy Hoàng       | HKG Hong Kong      | 3:52.40 | Q     |
| 8    | 3     | 6     | Antonio Djakovic       | SUI Suíça          | 3:52.42 | Q     |
| 9    | 4     | 3     | Zac Reid               | NZL Nova Zelândia  | 3:52.79 |       |
| 10   | 3     | 3     | Johannes Calloni       | ITA Itália         | 3:53.15 |       |
| 11   | 2     | 2     | Robin Hanson           | SWE Suécia         | 3:53.71 |       |
| 12   | 3     | 2     | Mohamed Aziz Ghaffari  | TUN Tunísia        | 3:54.02 |       |
| 13   | 3     | 1     | Marcos Gil Corbacho    | ESP Espanha        | 3:54.22 |       |
| 14   | 2     | 1     | Murilo Setin Sartori   | BRA Brasil         | 3:55.76 |       |
| 15   | 3     | 7     | José Lopes             | POR Portugal       | 3:56.10 |       |
| 16   | 2     | 5     | Andreas Georgakopoulos | GRE Grécia         | 3:56.37 |       |
| 17   | 4     | 7     | Yordan Yanchev         | BUL Bulgária       | 3:56.90 |       |
| 18   | 1     | 6     | Efe Turan              | TUR Turquia        | 3:56.92 |       |
| 19   | 4     | 8     | Aaron Schmidt          | GER Alemanha       | 3:57.03 |       |
| 20   | 2     | 6     | James Samuel Freeman   | BOT Botsuana       | 3:57.37 |       |
| 21   | 1     | 4     | Kanstantsin Kurachkin  | BLR Bielorrússia   | 3:57.99 |       |
| 22   | 3     | 8     | Ferran Julia Tous      | BRA Brasil         | 3:58.11 |       |
| 23   | 2     | 5     | Hong Jinquan           | CHN China          | 3:58.93 |       |
| 24   | 1     | 1     | Bartlomiej Koziejko    | POL Polônia        | 3:59.08 |       |
| 25   | 1     | 5     | Adam Hloben            | CZE Chéquia        | 3:59.11 |       |
| 26   | 2     | 3     | Will Barao             | USA Estados Unidos | 4:00.43 |       |
| 27   | 1     | 2     | Boris Lačanski         | SRB Sérvia         | 4:02.06 |       |
| 28   | 2     | 7     | Paul Beaugrand         | FRA França         | 4:02.83 |       |
| 29   | 1     | 3     | Jarod Arroyo           | PUR Porto Rico     | 4:02.94 |       |
| 30   | 1     | 7     | Arvin Chahal           | MAS Malásia        | 4:06.11 |       |
| 31   | 1     | 1     | Amadou Ndiaye          | SEN Senegal        | 4:17.36 |       |
| 32   | 1     | 8     | Samil Nur Haziq        | BRU Brunei         | 4:33.47 |       |

### Final
Também a 7 de Outubro, os oito mais rápidos das eliminatórias disputaram o título Olímpico numa final em que Kristóf Milák se sagrou campeão.
| Pos.              | Pista | Nome                 | Nacionalidade | Tempo   | Notas |
| ----------------- | ----- | -------------------- | ------------- | ------- | ----- |
| Medalha de ouro   | 3     | Kristóf Milák        | HUN Hungria   | 3:48.08 |       |
| Medalha de prata  | 7     | Marco De Tullio      | ITA Itália    | 3:48.55 |       |
| Medalha de bronze | 4     | Keisuke Yoshida      | JPN Japão     | 3:48.68 |       |
| 4                 | 1     | Nguyễn Huy Hoàng     | HKG Hong Kong | 3:48.85 |       |
| 5                 | 5     | Ákos Kalmár          | HUN Hungria   | 3:51.56 |       |
| 6                 | 6     | Denis Loktev         | ISR Israel    | 3:52.12 |       |
| 7                 | 8     | Antonio Djakovic     | SUI Suíça     | 3:53.74 |       |
| 8                 | 2     | Ahmed Ayoub Hafnaoui | TUN Tunísia   | 3:55.94 |       |